# Shōtōkan

Shōtōkan w języku japońskim

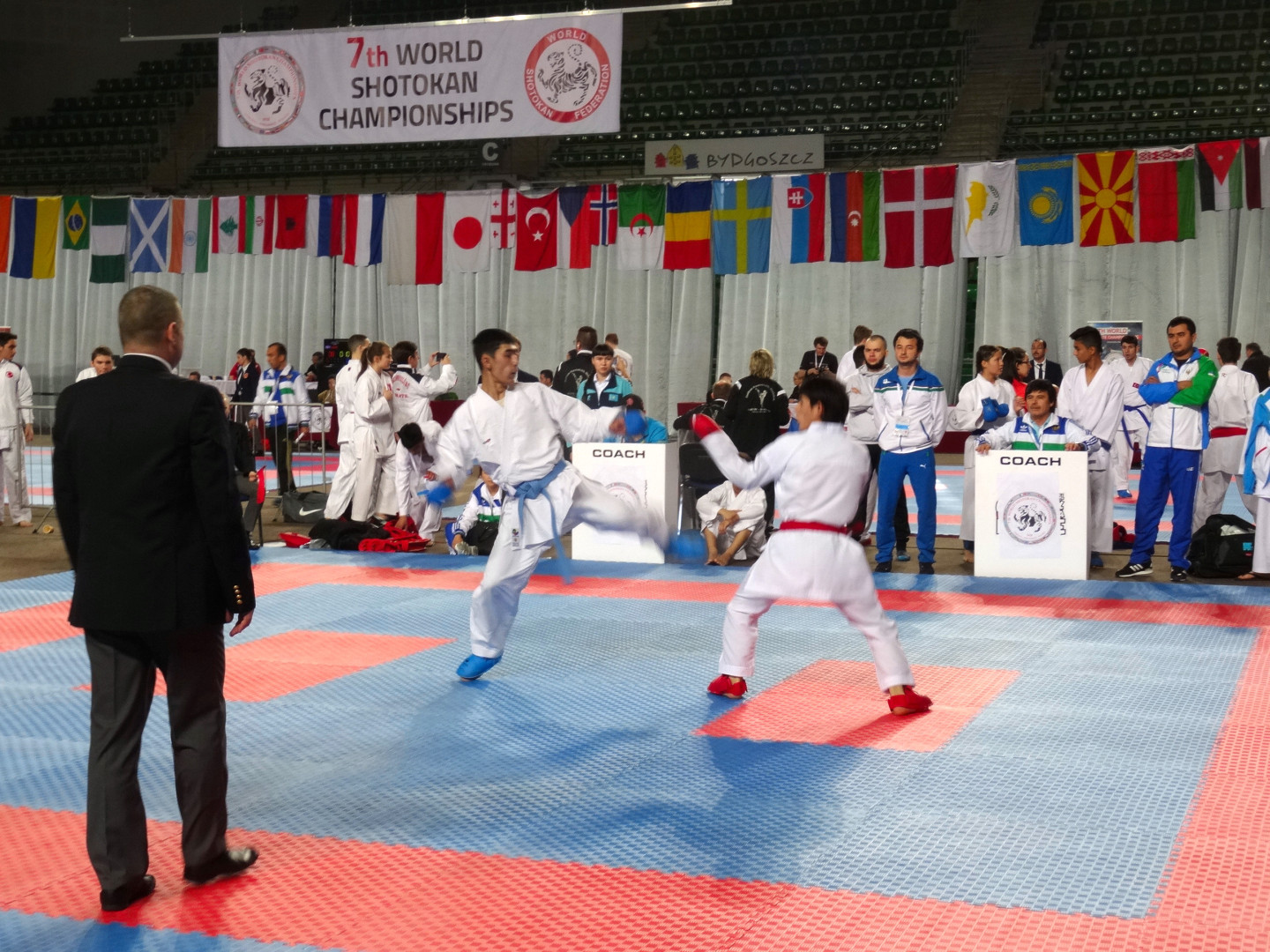
Mistrzostwa Świata Karate Shōtōkan w Bydgoszczy 1-3 kwietnia 2016

Shōtōkan (jap. 松涛館) – grupa stylów i organizacji karate wywodząca się ze szkoły karate Gichina Funakoshi. Za sprawą Japan Karatedo Organization (JKA) Shōtōkan rozpowszechnił się na całym świecie. Gichin Funakoshi wyszkolił wielu wybitnych karateków. Można do nich zaliczyć: Shigeru Egami (Shotokai), Tsutomu Ohshima (także pisownia Ōshima), Teruyuki Okazaki, Yoshitaka Funakoshi, Hidetaka Nishiyama (twórca Światowej Federacji Karate Tradycyjnego – ITKF) oraz Masatoshi Nakayama (wieloletni dyrektor JKA), Hirokazu Kanazawa (SKI).

## Nazwa
Nazwa „Shōtōkan” oznacza „budynek, miejsce, salę, w której uczy Shōtō” (mistrz o tym imieniu). Wyraz „shōtō” oznacza „falowanie sosen” (w znaczeniu: „szumu wiatru wśród sosen”) i był to pseudonim Gichina Funakoshi (w różnych źródłach podaje się, że podpisywał w ten sposób swoje prace kaligraficzne lub był to jego pseudonim literacki). „Kan” oznacza natomiast budynek, pawilon, siedzibę (w tym przypadku dojo). Sam Gichin Funakoshi określał swój styl do końca życia jedynie jako „karate”, natomiast nazwa Shōtōkan, została nadana stylowi dopiero przez jego syna i uczniów. Początkowo nazwą tą określane było jedynie dojo, w którym nauczał Funakoshi.

## Podstawy
W karate shōtōkan wyróżniamy:
- Dachi-waza (pozycje)
- Tsuki-waza (ciosy)
- Uchi-waza (uderzenia)
- Keri-waza (kopnięcia)
- Uke-waza (bloki)
- Nage-waza (rzuty)
- Kansetsu-waza (dźwignie)

Dodatkowe pojęcia w karate shōtōkan:
- kumite (sparing, dosłownie spotkanie rąk, walka ze „złośliwym” celem)
- kata (układ ruchów, ćwiczenie formalne, walka z wyobrażonymi przeciwnikami)
- kihon (ćwiczenie podstaw, pokaz technik karate)

Postawy shōtōkanu są niskie, szerokie, „twarde”. Przejścia pomiędzy nimi dynamiczne i silne. Ręce spoczywają zazwyczaj nisko na biodrach, ataki wyprowadza się po liniach bliskich środkowej linii ciała. Bloki są twarde, niezbyt obszerne, oszczędne w ruchach. Techniki nożne, nawet wykonywane wysoko, muszą opierać się na względnie niskich, stabilnych postawach. Kata wywodzą się ze szkół Shōrei-ryū i Shōrin-ryū – są lekkie i manewrowe w jednej grupie, ciężkie i „twarde” w innej. Każdy zawodnik, niezależnie od typu budowy, powinien znaleźć coś dla siebie. Względnie lekkie i szybkie kata to: heian, bassai, kanku, empi, gankaku. Cięższe to: tekki, jitte, hangetsu, jion – wywodzące się z Shōrei-ryū.
W technikach shōtōkanu jest wiele elementów walki z wieloma przeciwnikami i z przeciwnikami uzbrojonymi w miecz lub pałkę. W kumite sportowym zezwala się na kontakt na poziomie jodan, chudan i gedan, lecz wymagana jest precyzyjna kontrola psychiczna nad własnym zachowaniem w walce. W Polsce shōtōkan jest najbardziej popularnym, obok kyokushin kai, stylem karate.
W Polsce istnieją dwie główne organizacje karate shōtōkan PZKT Komisja Shotokan (W.K.F. i E.S.K.A.) i PUKT. 
Główną zasadą w karate shōtōkan jest: zaczynaj blokiem i kończ blokiem. Mistrz Funakoshi twierdził, że żadnego kroku kata nie wolno wykonywać bez zrozumienia ruchu. Nauczycieli zważających jedynie na czystość techniki nazywał technikami, karatekami zostawali tylko ci, którzy zrozumieli sens shōtōkan. Ta idea znajduje swoje odzwierciedlanie w półkontaktowej walce kumite – techniki w walce są wykonywane z pełną siłą bez głębszej penetracji celu (dopuszczalny jest lekki kontakt). Aby technika została zaliczona musi być wykonana z odpowiednio stabilnej pozycji i z należytą siłą.
Prezesem Polskiego Związku Karate jest Andrzej Maciejewski. Oprócz obu polskich związków działa w Polsce jeszcze kilka innych federacji, w których uprawia się karate shōtōkan.

## System pasów
| Kolejność pasów |
| Biały           |
| Żółty           |
| Pomarańczowy    |
| Zielony         |
| Niebieski       |
| Brązowy         |
| Czarny          |

Istnieje 9 stopni uczniowskich (kyu). Każdemu stopniowi odpowiada kolor:
:
- biały – 9 kyu,
- żółty – 8 kyu,
- pomarańczowy – 7 kyu,
- zielony – 6 kyu,
- niebieski – 5 kyu,
- 2. niebieski – 4 kyu,
- brązowy – 3 kyu,
- 2. brązowy – 2 kyu,
- 3. brązowy – 1 kyu,

Oprócz stopni uczniowskich, są także stopnie mistrzowskie (dan), jest ich 10. Dany 1–5 są możliwe do zdobycia na normalnym egzaminie technicznym, zaś stopnie od 6–9 dan są przyznawane za wybitne zasługi dla światowego karate. 10 dan oznacza osiągnięcie ideału na drodze karate i w praktyce jest przyznawany pośmiertnie (zobacz też podział stopni i pasów w karate w innych stylach).

## Kata shōtōkan
- Taikyoku (Kihon Kata), Shodan, Nidan, Sandan
- Heian (Pinan), Shodan, Nidan, Sandan, Yondan, Godan
- Tekki (Naifanchi), Shodan, Nidan, Sandan
- Bassai (Passai) Dai, Sho
- Jion
- Enpi (Wanshu)
- Hangetsu (Seisan)
- Kanku (Kusanku), Dai, Sho
- Gankaku (Chin-to)
- Jitte
- Chinte
- Nijushiho
- Sochin
- Jiin
- Wankan
- Meikyo
- Gojushiho (U-sei-shi) Dai, Sho
- Unsu (Un-shu)
- Ten No Kata
- Gankaku